# Добровница (община Крива паланка)
Вижте пояснителната страница за други значения на Добровница.
Добровница (понякога Дубровница, на македонска литературна норма: Добровница) е село в Северна Македония, в община Крива паланка.

## География
Селото е разположено в областта Славище по течението на едноименната река Добровница, северно от общинския център Крива паланка.

## История
В края на XIX век Добровница е българско село в Кривопаланска каза на Османската империя. 
В 1889 година Стефан Веркович (Топографическо-этнографическій очеркъ Македоніи) отбелязва Добровница като село с 43 къщи с 320 жители.
Според статистиката на Васил Кънчов („Македония. Етнография и статистика“) от 1900 г. Добровница е населявано от 320 жители българи християни и 20 цигани.
Цялото християнско население на селото е под върховенството на Българската екзархия. По данни на секретаря на екзархията Димитър Мишев („La Macédoine et sa Population Chrétienne“) в 1905 година в Добровница има 328 българи екзархисти.
През ноември 1905 година всичките 55 къщи на селото са принудени от тероризиращите го чети на сръбската пропаганда да се откажат от Екзархията и е селото е обявено за сръбско. След Младотурската революция от 1908 година, поради убийствата и заплахите на сръбския войвода Спас Гарда, жителите на Добровница не се решават да преминат открито под върховенството на Българската Екзархия, но приемат български свещеници.
При избухването на Балканската война в 1912 година 4 души от Добровница са доброволци в Македоно-одринското опълчение. Селото остава в Сърбия след Междусъюзническата война в 1913 година.
По време на Първата световна война Добровница е включена в Подържиконската община и има 469 жители.
Според преброяването от 2002 година селото има 168 жители.
| Националност     | Всичко |
| северномакедонци | 166    |
| албанци          | 0      |
| турци            | 0      |
| роми             | 0      |
| власи            | 0      |
| сърби            | 2      |
| бошняци          | 0      |
| други            | 0      |

## Личности
Родени в Добровница
- Дойчин Деянов, македоно-одрински опълченец, 1 рота на кюстендилската дружина, 1 рота на 7 кумановска дружина, жител на гр. Кюстендил[8]
- Манас (Манаси) Кръстов, македоно-одрински опълченец, 1 рота на 7 кумановска дружина, жител на гр. Куманово[9]
- Ангел Македонски, македоно-одрински опълченец, 2 рота на 2 скопска дружина, носител на орден „За храброст“[10]
- Михаил Тасев, македоно-одрински опълченец, 4 рота на 5 одринска дружина, носител на орден „За храброст“[11]
- Станчо Илиев Якимов (1887 - 1959), кметски наместник в периода от ноември 1943 до септември 1944 година[12]
- Станоя Младенов Стоянов, редник в 26-а допълваща дружина, 3-та рота, убит на 18/ 26 ян. 1917 година в Радомир[13]
- Герасим Ангелов Стойов - полски пазач по време на българското управление през 1943 до 1944 година[12]
- Насе Иванчев (Йованчев) Якимов (1907 - 1943), овощар при кметското намесничество в Добровница.[14]
- Тасе Михайлов Станойков, кметски наместник на село Добровница от периода 1941 до 1943 година[12]